# Reinhold Jessl
Reinhold Jessl (* 2. Januar 1962 in Bad Orb) ist ein ehemaliger deutscher Fußballspieler und -trainer.

## Sportlicher Werdegang
Jessl verließ im Alter von 19 Jahren den B-Ligisten SV Lettgenbrunn, um in der Landesliga für den FSV Bad Orb auf Torejagd zu gehen. Dort traf er nach Anlaufschwierigkeiten ab der zweiten Saison vier Spielzeiten lang jeweils zweistellig, zuletzt wurde er mit 36 Toren Torschützenkönig. Bei einem Torwandschießen, bei dem er fünf der sechs Schüsse verwandelte, wurde der zufällig anwesende Jugendwart des Bundesligisten Eintracht Frankfurt Klaus Mank auf ihn aufmerksam und überbot ein Angebot des 1. FC Nürnberg. Jessl unterschrieb einen Zwei-Jahres-Profivertrag bei den Hessen und gab in der Folge seinen Beamtenstatus bei der Deutschen Bundespost auf, knapp ein Drittel der Ablösesumme von 39.000 D-Mark ging an den SV Lettgenbrunn.
Unter Trainer Dietrich Weise erzielte er in der Vorbereitung auf die Saison 1986/87 26 Tore in acht Spielen, sein Debüt in der ersten Liga feierte er jedoch als Einwechselspieler, als er am ersten Spieltag in der 69. Spielminute für Włodzimierz Smolarek beim 5:0-Sieg gegen Fortuna Düsseldorf eingewechselt wurde. Fortan war der Pole gesetzt, unter Weise kam Jessl nur noch zu drei weiteren Liga-Kurzeinsätzen. Sein einziges Bundesligator erzielte er im Spiel gegen den 1. FC Kaiserslautern zum 2:2-Endstand; ein weiteres Tor gelang ihm im Oktober 1986 im DFB-Pokal gegen den damals niederklassigeren 1. FSV Mainz 05. Nachdem Timo Zahnleiter das Amt an der Seitenlinie bei der Eintracht übernommen hatte, stand Jessl endgültig auf dem Abstellgleis: Er absolvierte kein weiteres Spiel mehr.
Nach der Spielzeit wechselte Jessl zurück ins Amateurlager zur SpVgg Bad Homburg, gleichzeitig kehrte er hauptberuflich zur Bundespost zurück. Auf Anhieb wurde er mit 28 Treffern Liga-Torschützenkönig. Später spielte er noch für den FSV Frankfurt, den FC Bayern Alzenau und erneut den FSV Bad Orb.
Nach dem Ende der aktiven Laufbahn war Jessl als Trainer im Amateurbereich tätig, unter anderem bei den hessischen Oberligisten TSG Wörsdorf und SV 1919 Bernbach. Parallel war er nach der Aufspaltung der Bundespost für die Deutsche Telekom tätig.